# Saxton Oval
Saxton Oval – stadion znajdujący się w Nelson w Nowej Zelandii służący przede wszystkim do rozgrywania meczów rugby union, krykieta oraz softballu.